# (37520) 3193 T-3
3193 T-3 (asteroide 37520) é um asteroide da cintura principal. Possui uma excentricidade de 0.18715390 e uma inclinação de 7.42878º.
Este asteroide foi descoberto no dia 16 de outubro de 1977 por Cornelis Johannes van Houten e Ingrid van Houten-Groeneveld e Tom Gehrels em Palomar.